# 埃罗·许韦里宁
埃罗·许韦里宁（芬蘭語：Eero Hyvärinen，1890年4月27日—1973年5月27日），芬兰男子竞技体操运动员。他曾代表芬兰获得1912年夏季奥运会体操比赛男子团体自由式银牌。他的哥哥米科同样是一名体操选手。